# Zoltán Sztanity
Zoltán Sztanity (n. 1 februarie 1954, Győr, Ungaria) este un caiacist ce a reprezentat Ungaria, medaliat olimpic. A participat la 2 ediții ale Jocurilor Olimpice (1976, 1980) în care a câștigat o medalie de argint.